# Fradizela
Fradizela is een plaats (freguesia) in de Portugese gemeente Mirandela en telt 300 inwoners (2001).